# ایر اورگا
ایر اورگا (به انگلیسی: Air Urga) یک شرکت هواپیمایی با کد یاتا 3N است که در ۱۹۹۳ میلادی تأسیس شده‌است. دفتر مرکزی ایر اورگا در کیرووهراد، اوکراین واقع شده‌است.